# Ñetas
Los Ñetas son una banda armada que originalmente se formó entre los presos en la prisión de Oso Blanco, localizada en Río Piedras, Puerto Rico, tras varios disturbios, levantamientos y huelgas dentro de instituciones penales. Esta banda ha sido acusada de múltiples crímenes, delitos de robo y tráfico de drogas en Puerto Rico, Estados Unidos y España, donde ha tenido presencia. Su color identificativo es el blanco.
El fundador de la banda fue Carlos Torres Iriarte, conocido como "La Sombra". El 30 de marzo de 1981, Torres murió asesinado, presuntamente a manos de Ayala, fundador de "Los 27", quien fue a su vez asesinado el 30 de septiembre del mismo año.
Desde los años noventa intentaron ocultar sus verdaderas actividades ilegales, como la venta de drogas, extorsión y asesinatos, con manifestaciones por los derechos sociales. En Madrid se encuentran establecidos en la zona del Puente de Vallecas principalmente. En Cataluña, los Ñetas y los Latin Kings se inscribieron como asociaciones culturales, aunque los jueces de toda España han seguido condenando a sus miembros por sus delitos violentos.

Durante la primera década del siglo XXI, debido al proceso migratorio entre Ecuador y España, los Ñetas y los Latin Kings se introdujeron en Ecuador desde España. En el país andino, tras pocos años de violenta actividad, ambas bandas llegaron a un acuerdo de paz (solo en Ecuador) y cese de actividades en 2009.
Las bandas armadas como Ñetas, Latin Kings, Trinitarios y Dominicans Don´t Play (DDP) están repartidas por las grandes ciudades de toda España, a través de subgrupos o "capítulos", como se les conoce en la jerga policial española. Emplean machetes, cuchillos y en ocasiones armas de fuego en reyertas con grupos rivales, como ajustes de cuentas y luchas por ocupar los espacios públicos. Los Ñetas se mueven en círculos muy cerrados, por lo que acceder a su organización interna es muy complicado.

El líder máximo de los Ñetas es Bonifacio López Rivera, quien cumplió condena en la institución de máxima seguridad 292 de Bayamón (Puerto Rico).[cita requerida]
El Ministerio de Interior tiene contabilizadas a 620 bandas juveniles en toda España, de las que 88 son de origen hispanoamericano. Sólo en la Comunidad de Madrid, la Policía Nacional tiene fichados a 400 pandilleros en activo (2500 en el territorio nacional).